# Me’ir Szitrit
Me’ir Szitrit (hebr. מאיר שטרית, ang. Meir Sheetrit ur. 1948) – izraelski polityk, członek Knesetu, minister w rządach Ehuda Olmerta.

## Życiorys
Urodził się w Maroku, ale jego rodzina wyemigrowała w 1957 roku do Izraela. Rozpoczął swoją polityczną karierę w 1974 roku, kiedy został wybrany burmistrzem miasta Jawne. Zajmował to stanowisko do 1987 roku. Po raz pierwszy wszedł do Knesetu z ramienia partii Likud w 1981 roku i zasiadał w nim do 1988 roku oraz od 1992. W 1988 roku został wybrany na stanowisko skarbnika Agencji Żydowskiej i sprawował swoje funkcje do 1992 roku.
W 1996 roku Szitrit został przewodniczącym frakcji parlamentarnej Likudu w Knesecie, a w 1999 roku został powołany przez premiera Binjamina Netanjahu na stanowisko ministra finansów. W 2001 roku został ministrem sprawiedliwości, do 2004 był ministrem transportu, a do 2006 ministrem edukacji, kultury i sportu.
Wraz z utworzeniem przez Ariela Szarona nowej partii, Kadimy, opuścił Likud i wstąpił do tego ugrupowania. Dostał się do siedemnastego Kneesetu z listy tej partii. Po wyborach w 2006 roku został ministrem budownictwa i konstrukcji w rządzie Ehuda Olmerta. Był szefem tego resortu do lipca 2007 roku, kiedy został ministrem spraw wewnętrznych. Od 23 sierpnia do 29 listopada 2006 pełnił również obowiązki ministra sprawiedliwości po rezygnacji z tej funkcji Chajjima Ramona (oskarżonego o molestowanie seksualne). Zastąpiła go na tym stanowisku wicepremier Cippi Liwni (która jednocześnie sprawowała funkcję ministra spraw zagranicznych).
30 lipca 2008 roku premier Olmert zakomunikował, że nie będzie się ubiegał o kolejną kadencję na stanowisku przewodniczącego partii. Swoje kandydatury w wewnątrzpartyjnych wyborach, zgłosili za to: Cipi Liwni, Sza’ul Mofaz, Awi Dichter i Me’ir Szitrit. 17 września 2008 nową przewodniczącą partii została wybrana Cipi Liwni, która otrzymała 43,1% głosów. Drugi, Szaul Mofaz, zapewnił sobie 42% głosów. W wewnątrzpatyjnych wyborach wzięło udział 55% członków partii, a Liwni zwyciężyła przewagą tylko 431 głosów (1,1%). Szitrita poparło jedynie 8,5% głosujących. 18 września 2008 uznał wyniki wyborów, dzwoniąc do Liwni z gratulacjami, pomimo tego, że jego prawnik Jehuda Weinstein dwukrotnie składał w tej sprawie protesty.
3 grudnia 2012 znalazł się w grupie secesjonistów z Kadimy (Cippi Liwni, Rachel Adatto, Jo’el Chason, Szelomo Mola, Robert Tiwjajew, Madżalli Wahbi i Orit Zu’arec), którzy utworzyli nową partię Ruch pod przywództwem Cippi Liwni.
Szitrit ukończył studia ze spraw publicznych na uniwersytecie Bar-Ilana. Jest żonaty i ma dwójkę dzieci.